# Дарахвелидзе, Юрий Александрович
Ю́рий Алекса́ндрович Дарахвели́дзе (24 января 1937 — 21 августа 2015, Москва) — советский и российский журналист; спортивный комментатор радио «Маяк» (с 1996 года). Член союзов журналистов СССР (1967—1991 годы) и Москвы (с 1992 года).

## Биография
Родился 24 января 1937 года. Отец — грузин, мать — русская.
Во время учёбы в школе увлекался волейболом. Окончил МГИМО.
В 1963—1975 годах работал корреспондентом газеты «Советский спорт». В 1975—1978 годах был ответственным секретарём еженедельника «Спортивная Москва», в 1978—1988 годах — редактором журнала «Спортивная жизнь России».
В 1988—1996 годах был заведующим отделом — главным редактором программ Гостелерадио СССР, Всесоюзной государственной телерадиовещательной компании, Российской государственной телерадиовещательной компании «Останкино».
С 1963 года Дарахвелидзе писал о теннисе: очерки о спортсменах и тренерах, интервью, репортажи с соревнований. Публиковался в ежегоднике «Теннис», журнале «Теннис+», в изданиях, где работал. Являлся сотрудником телеканала «НТВ-Плюс Теннис». Также был преподавателем в Институте журналистики и литературного творчества и входил в состав жюри Зала российской теннисной славы.
24 июня 2015 года попал в ДТП, с ушибом головного мозга и переломом основания черепа находился в 24-м отделении реанимации Первой городской больницы имени Пирогова. Скончался на 79-м году жизни 21 августа 2015 года. Похоронен на Ваганьковском кладбище.